# San Francisco, Nam Leyte
San Francisco là một đô thị hạng 5 ở tỉnh Nam Leyte, Philippines. Theo điều tra dân số năm 2000, đô thị này có dân số 10.869 người trong 2.337 hộ.

## Các đơn vị hành chính
San Francisco được chia thành 22 barangay.
| - Anislagon - Bongbong - Central (Pob.) - Dakit (Pob.) - Habay - Marayag - Napantao - Pinamudlan - Santa Paz Norte - Santa Paz Sur - Sudmon | - Tinaan - Tuno - Ubos (Pob.) - Bongawisan - Causi - Gabi - Cahayag - Malico - Pasanon - Punta - Santa Cruz |